# Копайгородська волость
Копайгородська волость (Каришківська волость) — історична адміністративно-територіальна одиниця Могилівського повіту Подільської губернії з центром у селі Каришків.
У 1921 перейшла до складу новоутвореного Жмеринського повіту.

## Склад
Станом на 1885 рік складалася з 13 поселень, 12 сільських громад. Населення — 11090 осіб (5519 чоловічої статі та 5571 — жіночої), 1408 дворових господарства.
|                     | Площа, десятин | У тому числі орної, дес. |
| ------------------- | -------------- | ------------------------ |
| Сільських громад    | 9046           | 7499                     |
| Приватної власності | 12834          | 6993                     |
| Іншої власності     | 575            | 415                      |
| Загалом             | 22455          | 14907                    |

Поселення волості:
- Каришків — колишнє власницьке село при річці Жорнівка за 45 верст від повітового міста, 992 особи, 123 двори, православна церква, постоялий будинок. За 5 верст — лісопильний завод.
- Берлядка — колишнє власницьке село, 244 особи, 46 дворів, православна церква, школа, постоялий будинок.
- Гальчинці — колишнє власницьке село при річці Немия, 363 особи, 64 двори, православна церква, постоялий будинок.
- Грабівці — колишнє власницьке село при річці Митниця, 632 особи, 88 дворів, православна церква, школа, постоялий будинок.
- Довгівці — колишнє власницьке село при річці Жорнівка, 979 особи, 162 двори, постоялий будинок, школа, постоялий будинок.
- Копайгород — колишнє власницьке містечко, 576 осіб, 72 двори, православна церква, костел, синагога, єврейський молитовний будинок, 8 постоялих дворів, 3 постоялих будинки, торгова баня, 4 лавки, базари через 2 тижні.
- Кацмазів — колишнє власницьке село при річці Мурашка, 1470 осіб, 245 дворів, православна церква, 2 постоялих будинки, водяний млин, винокурний завод.
- Лісові Бирлинці — колишнє власницьке село при річці Лядова, 649 осіб, 140 дворів, православна церква, школа, постоялий двір, постоялий будинок.
- Обухів — колишнє власницьке село, 480 осіб, 86 дворів, православна церква, школа, постоялий будинок.
- Перепільчинці — колишнє власницьке село при річці Митниця, 794 особи, 108 дворів, православна церква, школа, постоялий двір, постоялий будинок, водяний млин.
- Романки — колишнє власницьке село при річці Немия, 864 осіб, 113 дворів, православна церква, школа, постоялий будинок.
- Степанки — колишнє власницьке село при річці Згорайська Немия, 387 осіб, 81 двір, православна церква, школа, постоялий будинок.
- Хрінівка — колишнє власницьке село при річці Немия, 495 осіб, 90 дворів, православна церква, школа, постоялий двір, постоялий будинок, кузня, водяний млин, бурякоцукровий завод.

На початку 1890-х років волосне правління було перенесено до містечка Копайгород й волость отримала назву Копайгородська.